# Maria Wauvrina
Maria Wauvrina (scris și Maria Wauwrina), pe numele real Maria Wauvrina-Marinescu, (n.  ? – d. 12 septembrie 1988, București, România) a fost o actriță română de teatru și film, care a fost distinsă cu titlul de Artist emerit.

## Biografie
A făcut parte din trupa Teatrului de Operetă din București. A interpretat timp de șase decenii personaje din repertoriul românesc, precum și din cel clasic.
A decedat, după o lungă suferință, în ziua de luni 12 septembrie 1988 și a fost înmormântată în 15 septembrie 1988 la Cimitirul Bellu.

## Filmografie
- Doamna de la etajul II (1937)
- O noapte de pomină (1939) - Tinca
- Vizita (sm, 1952) - jupâneasa
- Steaua fără nume (teatru radiofonic, 1954) - domnișoara Cucu
- Afacerea Protar (1956) - Ana

## Distincții
- titlul de Artist Emerit al Republicii Populare Romîne (7 martie 1956) „cu prilejul împlinirii a cinci ani de activitate a Teatrului de stat de operetă și pentru merite deosebite în muncă”[3]
- Ordinul Muncii clasa a III-a (10 august 1964) „pentru merite deosebite în opera de construire a socialismului, cu prilejul celei de a XX-a aniversări a eliberării patriei”[4]
- Ordinul „Meritul Cultural” clasa a III-a (12 septembrie 1968) „pentru merite deosebite în activitatea muzicală”[5]